# Lunetten (Utrecht)
Lunetten is een woonwijk in de Nederlandse stad Utrecht, gelegen in de zuidoostelijke hoek van de stad en van de rest van de stad gescheiden door de Waterlinieweg. In de gemeentelijke indeling is Lunetten een 'subwijk' van de wijk Zuid (waartoe ook Hoograven en Tolsteeg behoren), en nader onderverdeeld in Lunetten-Noord en Lunetten-Zuid. Inwoners van Lunetten worden Lunettenaren genoemd. Jongeren uit de wijk gebruiken ook de term Lunatics, die in verschillende lokale verenigingen terug is te vinden.
Lunetten is een structuralistisch stedenbouwkundig experiment uit de jaren 70, waarin inspraak van toekomstige bewoners de leidraad was voor de ontwerpers. De inspraak was uniek voor een woonwijk, omdat het alle schaal-niveaus omvatte; stedenbouwkundige en landschappelijke elementen, gevelpartijen, maar ook de inrichting van de woningen en binnenhoven. De betrokkenheid van de bewoners met de inrichting en het gebruik van de openbare ruimte is anno 2011 nog sterk en dit is een van de redenen dat de woonwijk beter presteert vergeleken met meer rigide bloemkoolwijken, en vormt een argument tegen de moderne stedenbouw.
De naam van de wijk verwijst naar de in het Beatrixpark aanwezige lunetten: halvemaanvormige verdedigingswerken die omgeven zijn met water. Deze lunetten op de Houtense Vlakte behoren tot de Nieuwe Hollandse Waterlinie. Ook de Limes, de noordelijke grensweg van het Romeinse Rijk, liep door Lunetten. Deze twee langste Nederlandse monumenten kruisen elkaar in het zuidwesten van de wijk.
Ten zuiden en oosten van Lunetten liggen de autosnelwegen A12 en A27, met het Knooppunt Lunetten. In het noordoosten bevindt zich het treinstation.

## Geschiedenis van Lunetten

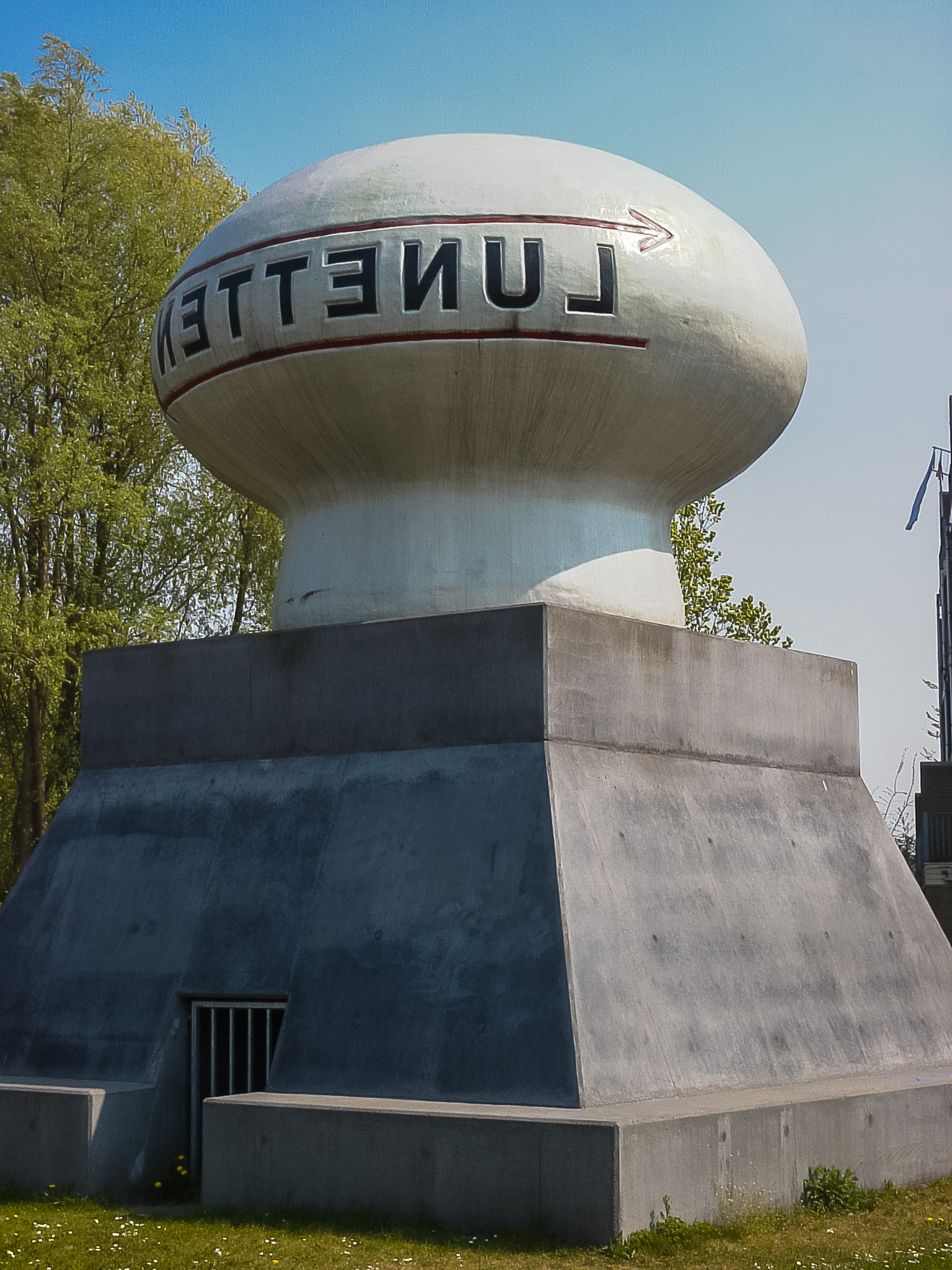
Kunstwerk The Temple of Boom (1999) van Rob Birza, naar ontwerp van Alje van den Bosch, winnaar van een prijsvraag voor kinderen uit Lunetten. Het kunstwerk, wat bij de toegangsweg naar de wijk staat, wordt ook wel "De Champignon" genoemd.

De aanwezigheid van de verdedigingswerken van de Hollandse Waterlinie rond het lunettengebied is lange tijd van grote invloed geweest op de inrichting van het gebied. De Kringenwet van 1853 bepaalde dat er in kringen rond om de verdedigingswerken slechts in beperkte mate gebouwd mocht worden teneinde een vrij schootsveld van de forten te handhaven. Dit hield in het algemeen in dat er helemaal niet gebouwd werd, of slechts houten constructies mochten worden neergezet die bij oorlogsdreiging snel neergehaald konden worden. Pas in 1963 werd de Kringenwet ingetrokken, maar toen bestonden er al plannen om de stad Utrecht uit te breiden in het lunettengebied.

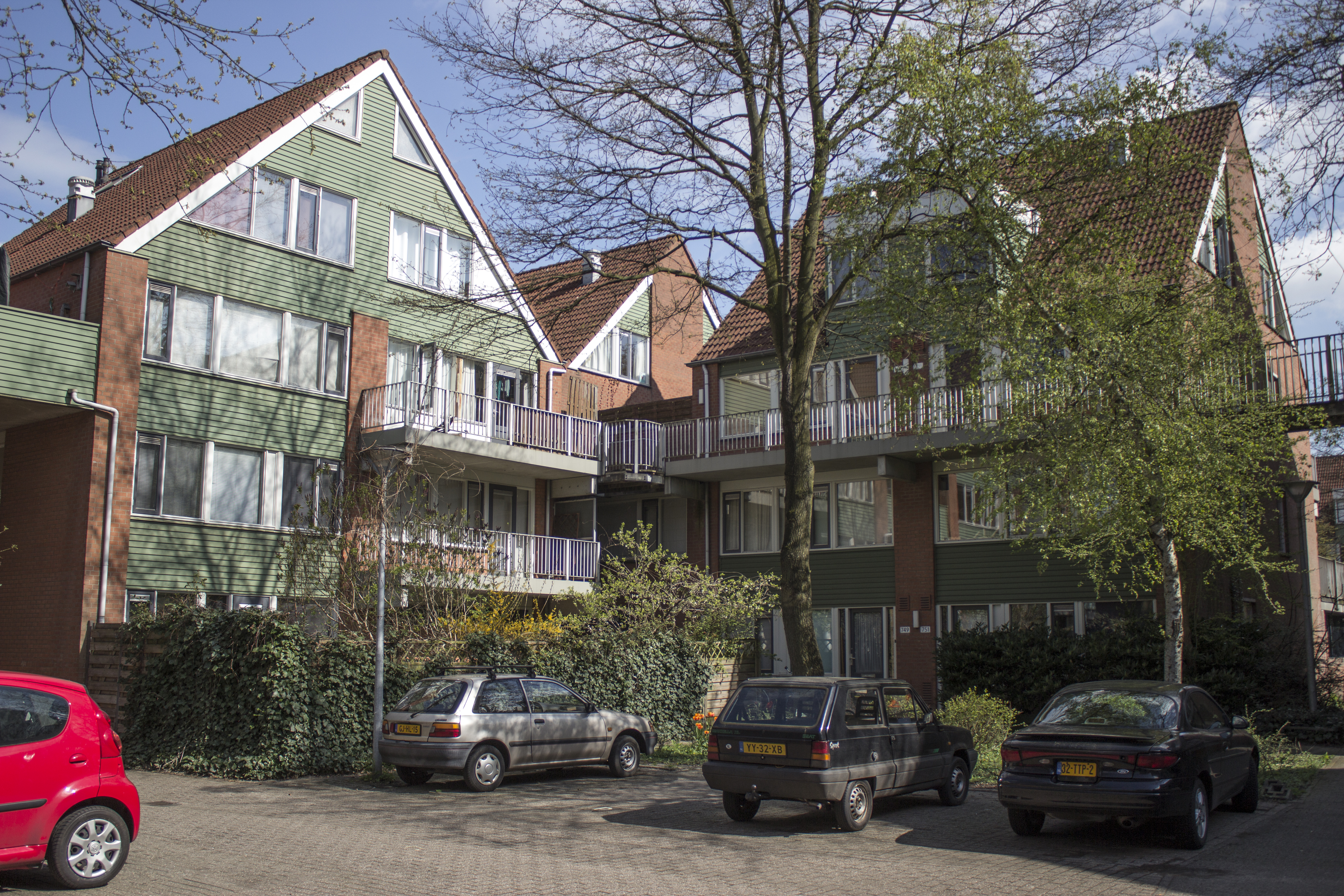
Experimentele woningbouw in het oosten van Lunetten. Bewoners konden zelf hun inbouw kiezen

Het plan Lunetten werd destijds gezien als de laatste uitbreiding van de stad, na de eerdere projecten Hoograven, Overvecht en Kanaleneiland. De intentie van het college van B en W was om aan deze laatste uitbreiding extra aandacht te schenken. Nu de ergste woningnood was opgelost wilde men geen wijk meer met alleen maar hoogbouw. Lunetten werd een van de eerste nieuwbouwprojecten in Nederland waarbij inspraak van de toekomstige bewoners plaatsvond. Uniek voor die tijd was ook de invloed van studenten bouwkunde, biologie, planologie en stedenbouw, verenigd in de 'Werkgroep Lunetten'. In 1972 publiceerden zij het wetenschappelijk onderbouwde rapport 'Betaalbaar Lunetten Haalbaar', als alternatief voor een reeds bestaand stedenbouwkundig plan van B. van Gent. Hun voorstellen hielden onder andere in dat de wijk niet op een opgehoogd platform zou worden aangelegd, maar dat de bestaande landschappelijke elementen zo veel mogelijk zouden worden behouden, en dat de ecologische waarde van de wijk zou worden versterkt door de aanleg van parken en bomenrijen. De plannen gingen verder uit van een grote variatie in bouw, gemengd koop en huur. Tien woningbouwcorporaties richten gezamenlijk de ontwikkelingsmaatschappij 'Lunetten BV' op. Dit was de eerste keer dat woningcorporaties een gezamenlijk budget hanteerden voor de ontwikkeling van een wijk.
Tussen 1976 en 1984 werd het project uitgevoerd. De eerste bewoners trokken op 29 juni 1977 in hun nieuwe woning. Niet alle vlekken konden gemengd worden opgeleverd. Wegens economische crisis werden enkele vlekken ingevuld met voornamelijk huur. Tussen 1989 en 2002 heeft er langs de randen van Lunetten uitbreiding plaatsgevonden, bestaand uit koopwoningen. Geleidelijk is het percentage koopwoningen in de wijk verder toegenomen, na diverse acties van bewoners die hun woningcorporatie opriepen de woningen te koop aan te bieden aan de huurders.
De grote investeringen in de openbare ruimte hadden in sommige vlekken wel tot gevolg dat er minder budget was voor de architectonische uitwerking. In 2016 heeft de Rijksdienst voor het Cultureel Erfgoed Lunetten onderzocht als eerste 'jaren 70-wijk'. Volgens een eerste inventarisatie vertegenwoordigt vooral de structuur van de wijk erfgoedwaarde
Lunetten telt ruim 11.000 inwoners.

## Kenmerken

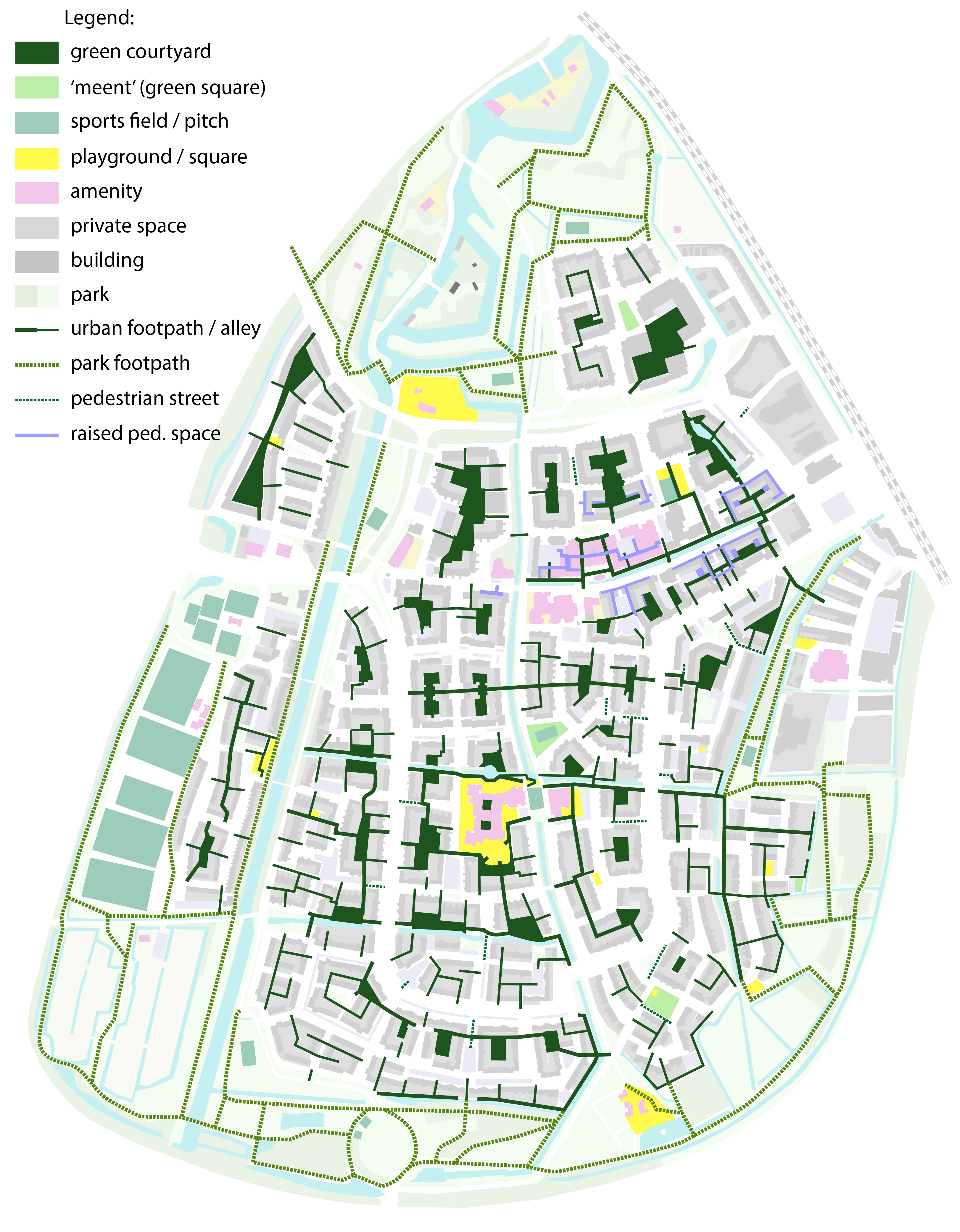
De hofjes en steegjes van Lunetten (donkergroen) vormen een netwerk van semi-publieke ruimtes waar kinderen en buurtbewoners elkaar kunnen opzoeken.

### Kindvriendelijk
Lunetten is een kindvriendelijke wijk, doordat al het verkeer over een rondweg wordt geleid en het afslaande bestemmingsverkeer in doodlopende of op zichzelf teruglopende straten terechtkomt. De via voetgangerspaden en steegjes aaneengesloten hofjes en grasveldjes, met elk unieke speeltoestellen, vormen voor de kinderen uit Lunetten een veilige ruimte om te spelen en elkaar op te zoeken. Naast speeltoestellen zijn er twee, door met name jonge gezinnen bezochte pierenbadjes. De drie basisscholen (pcbs Op Avontuur, rkbs De Spits en obs De Klim) liggen in het midden van de wijk. Zij hebben een gezamenlijk sportcomplex waarvan de buitenvelden ook buiten schooltijd gebruikt worden. Ook is er een kinderboerderij en een bouwspeeltuin aanwezig. Iets ten zuiden van Lunetten is sinds 2009 een recreatieplas.

### Groen

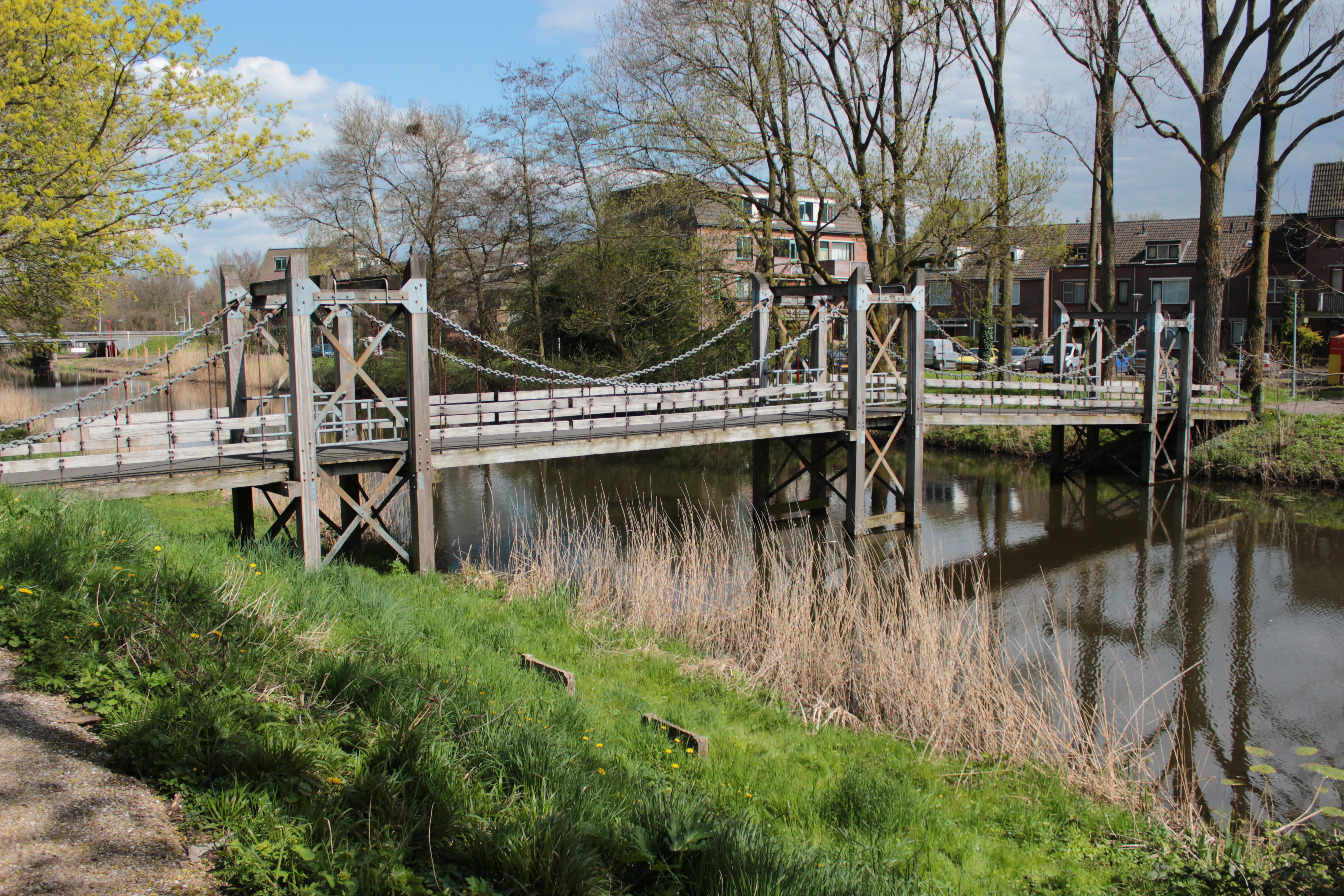
Een van de hangbruggen over het inundatiekanaal

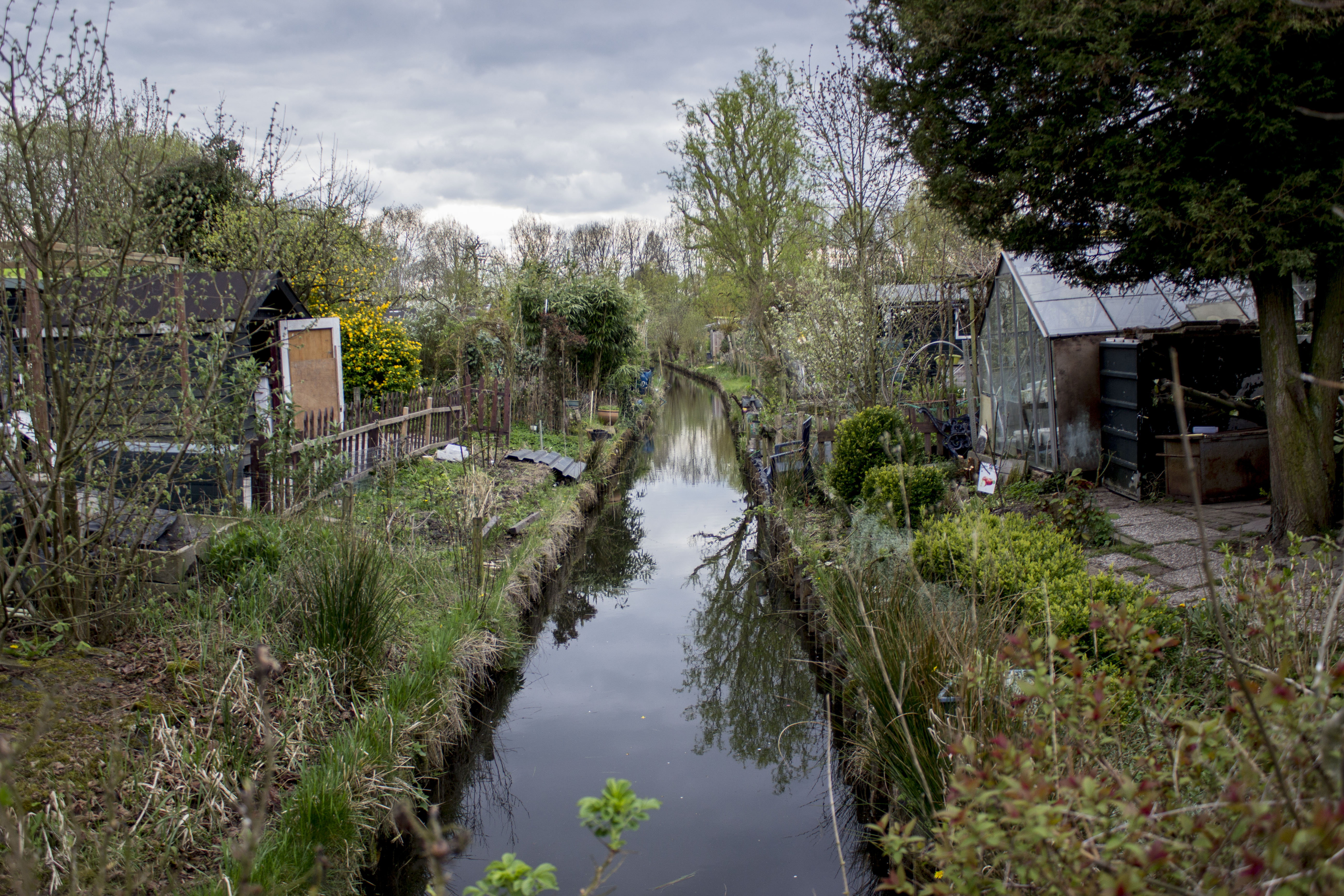
De Amateurtuindersvereniging Utrecht-Zuid bestond al voor de aanleg van de wijk

Lunetten ligt ingeklemd tussen de Waterlinieweg, de spoorverbinding Utrecht-Den Bosch/Tiel en het knooppunt Lunetten. Om geluidsoverlast te beperken zijn grote parken aangelegd die de wijk bijna helemaal omsluiten. Enkel in het noordoosten van Lunetten, nabij het station, is geen park, waardoor men net niet volledig door het groen om Lunetten heen kan lopen. In 2022/23 wil de gemeente met inspraak van omwonenden een plan maken voor het 'Lunettenpark', dat het gebied ten noordoosten van de wijk omvat. Aan de oostkant van dit park wil de gemeente ook een nieuw intercity-station bouwen, en woningen. In 2022 is men begonnen met grondig onderhoud aan de forten, die een prominente rol moeten gaan vervullen in het park. Op termijn kan men door de aanleg van dit park wel volledig door het groen om Lunetten heen wandelen. Lunetten wordt daarnaast doorkruist door tal van slootjes, waarvan een deel te bevaren is. In het noorden van Lunetten liggen meerdere forten in het Beatrixpark die gebruikt worden door onder andere de Scoutinggroep Salwega. Iets ten noorden van Lunetten ligt Amelisweerd, een van de laatste bossen in de directe omgeving van Utrecht. In Park de Koppel en het Beatrixpark liggen twee salamanderpoelen die zijn aangelegd om de amfibieën in de wijk beter te laten voortplanten. In een westelijk deel van het Beatrixpark ligt een 'Natuurtuin', die is afgesloten voor het publiek. Het onderhoud van de natuur in Lunetten ligt deels bij bewoners, en deels bij de gemeente.
Ruim 80% van de inwoners van Lunetten stemde tijdens de gemeenteraadsverkiezingen van 2010 op een linkse of progressieve partij. Dit is iets hoger dan bij voorgaande verkiezingen. Deze verkiezingen gingen voor de inwoners van Lunetten voornamelijk om de slechte luchtkwaliteit en de plannen van het college van Utrecht en het ministerie van Verkeer en Waterstaat om een weg voor snelverkeer aan te leggen door het park dat Lunetten van het snelwegknooppunt scheidt. Bij de gemeenteraadsverkiezingen van 2022 haalden de linkse en progressieve partijen GroenLinks, D66, PvdA, Partij voor de Dieren, Student en Starter, SP, Volt, BIJ1, EenUtrecht, DENK, Piratenpartij en Socialisten Utrecht gezamenlijk 81,2% van de stemmen binnen.

### Sportief
Sinds 1974 beschikt Lunetten over een sporthal en zijn er vele sportverenigingen zoals tennisvereniging 'At risk' en voetbalverenigingen DVSU en VVU Ardahanspor op de velden bij Olympus actief. Elk jaar is er op de "wijkdag" een BOL (Bewoners Overleg Lunetten)-loop van 10 kilometer, die gebruikmaakt van de paden door de vele parken in Lunetten. Ook worden voor kinderen kortere tochten uitgezet. Vlak ten noordoosten van Lunetten liggen de sportvelden van sportvereniging Kampong en FC Utrecht. Verder kent Lunetten veel gratis sportvoorzieningen: voetbalveldjes, een straathockeyveld, een skatebaan en een fitnesscentrum. Bij de recreatieplas net ten zuiden van de wijk is een kabelbaan waar men kan wakeboarden en waterskiën. In strenge winters kan er goed worden geschaatst in het Beatrixpark langs de forten, en op het zuidelijke deel van het inundatiekanaal.

### Sociaal

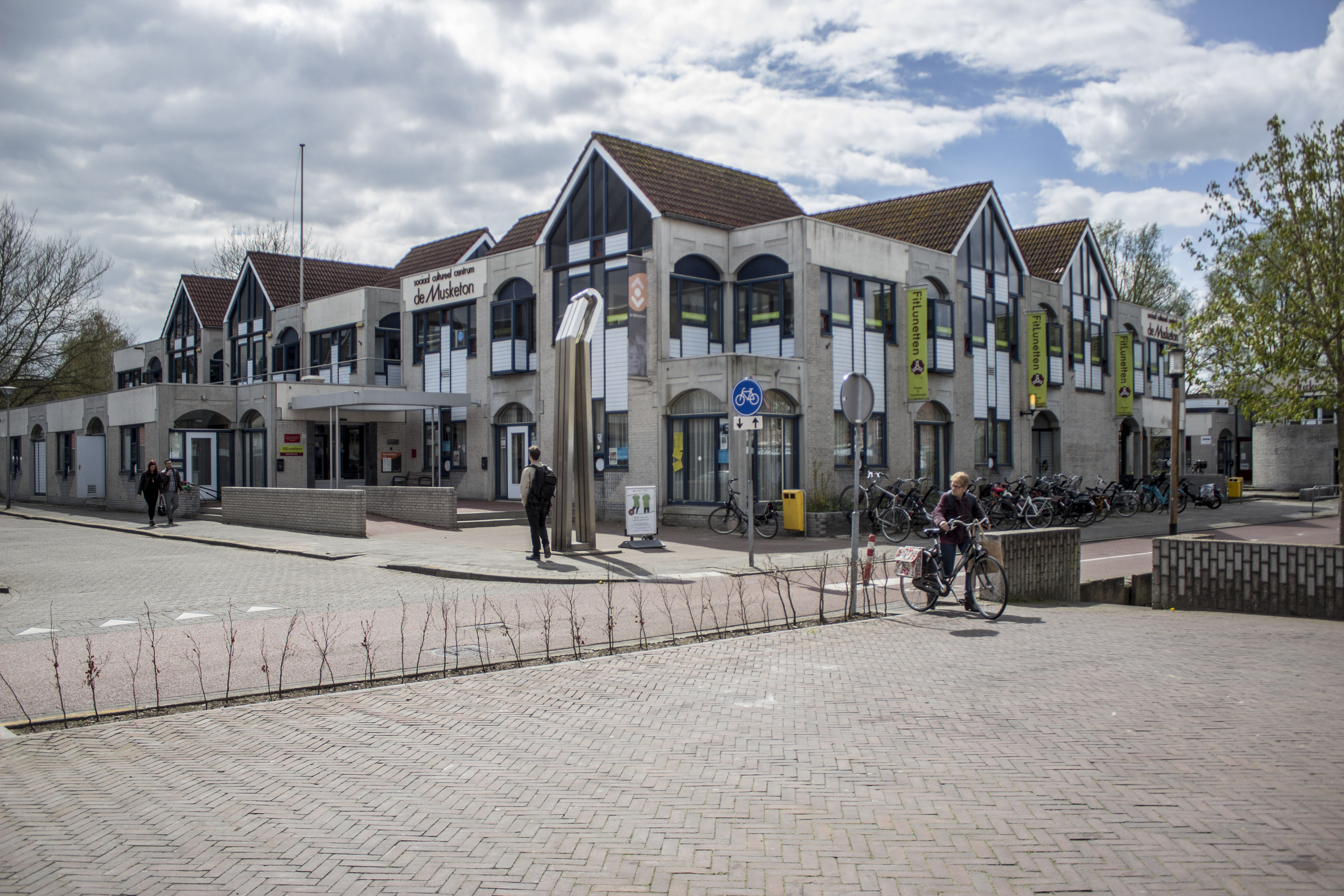
Sociaal-cultureel centrum de Musketon

Lunetten heeft een sterke sociale opbouw. Zo is er een Wijkgezondheidscentrum, het oudste van Nederland, waar huisartsen, fysiotherapeuten, logopedisten en een apotheek zitten. Dit gezondheidscentrum ligt naast winkelcentrum Zevenwouden. Tegenover het winkelcentrum ligt het wijkcentrum De Musketon, dat een grote diversiteit aan voorzieningen herbergt: een wijkcentrum, jongerencentrum, buitenschoolse opvang, crèche, theater, bibliotheek en vroeger ook een klein politiebureau. Dit cluster van voorzieningen ligt in de noordkant van Lunetten.
Bij de planning van de wijk was een belangrijk uitgangspunt dat er plaats zou zijn voor alle groepen woningbehoeftigen. Er werden daarom naast de traditionele rijtjeshuizen ook woningen ontwikkeld specifiek voor zelfstandigen, ouderen, studenten, en mensen met een fysieke of verstandelijke beperking. Het Leger Des Heils bouwde een woonhuis in de wijk, en ook de 'Stichting Beschermde Woonvormen Utrecht' (tegenwoordig 'Lister'), heeft meerdere woningen in de wijk. In Lunetten zijn ook enkele vrijwilligersinitiatieven actief die buurtgenoten met elkaar in contact brengen, en die zich met name inzetten op kwetsbare groepen, zoals ouderen. Voorbeelden hiervan zijn 'Lunetten wil wel' en 'DemenTalent'.
De Facebook-groep 'Prikbord Lunetten' is met meer dan 5000 leden een van de grootste en actiefste Nederlandse wijk-pagina's op sociale media.

### Cultureel
In Lunetten zijn diverse culturele initiatieven. Zo organiseren wijkbewoners een cabaretprogramma in het theater van 'de Musketon'. In deze zaal, die enkele honderden toeschouwers kan huisvesten, worden met enige regelmaat ook bijeenkomsten gehouden door bewonersverenigingen die zich inspannen voor de ontwikkeling van de wijk. O.a. theatergroep 'De Lunetics' treedt vijf keer per jaar op in 'de Musketon'. Elke maand is er een optreden van kindertheatergroep Retteketet (improvisatietheater). Deze groep is oorspronkelijk opgezet door ouders van basisschool 'De Spits' uit Lunetten.
'Lumineus Lunetten' is een organisatie van bewoners die onder andere 'Gluren bij de Buren' in Lunetten organiseert, waar muzikale bewoners hun buren op voorstellingen trakteren in hun woonkamer. Enkele jaarlijkse gebeurtenissen in de wijk zijn onder meer de Wijkdag, de schoonmaakactie 'Lunetjes', de 'Dag van het Park', de vrijmarkt, Sint-Maarten, een Kerstmarkt en een Kinderkerstmarkt.
Sinds 2015 heeft Lunetten een eigen wijkmagazine genaamd Hallo! Lunetten, dat vier keer per jaar verschijnt.

## Galerij

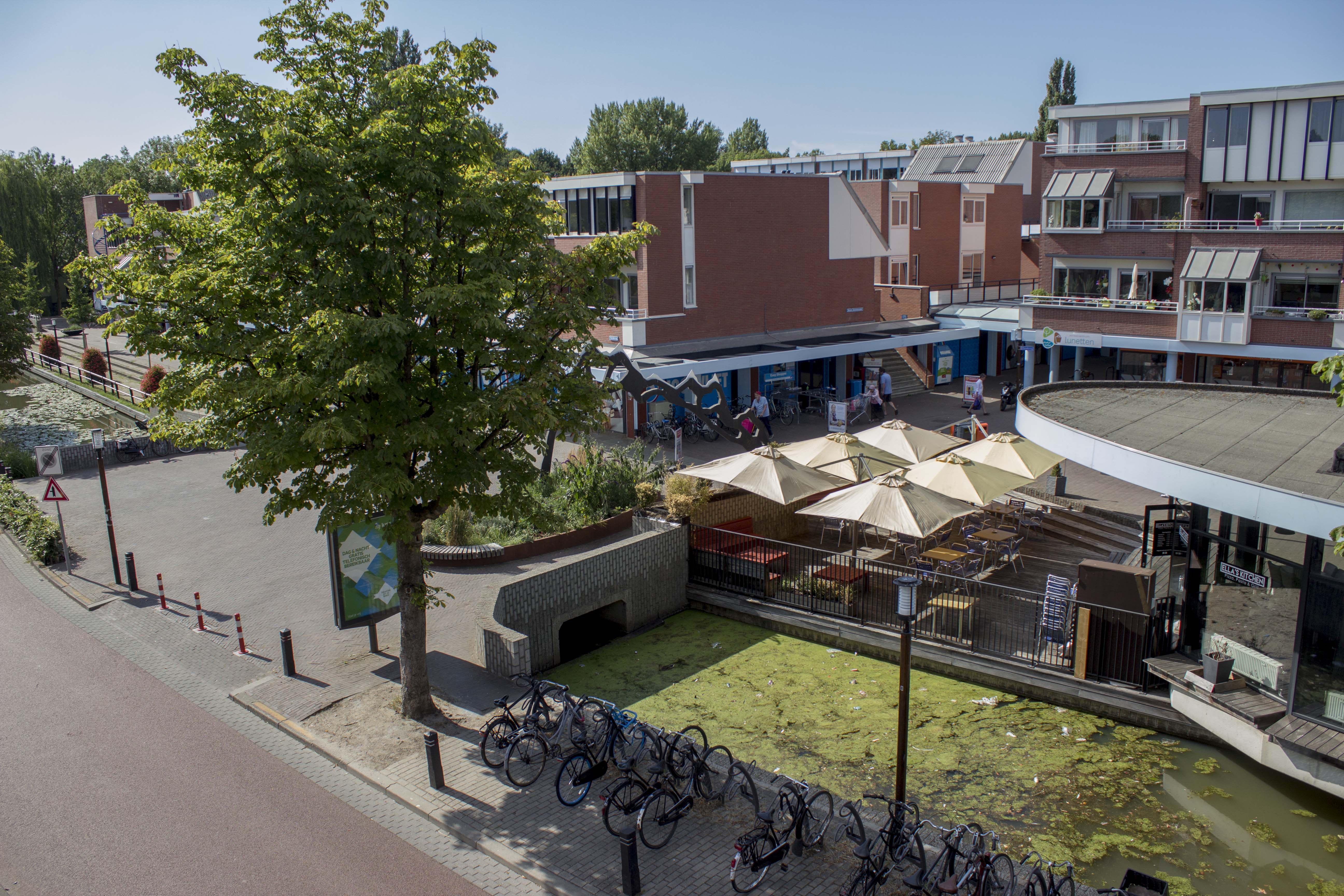
Het centrum van Lunetten
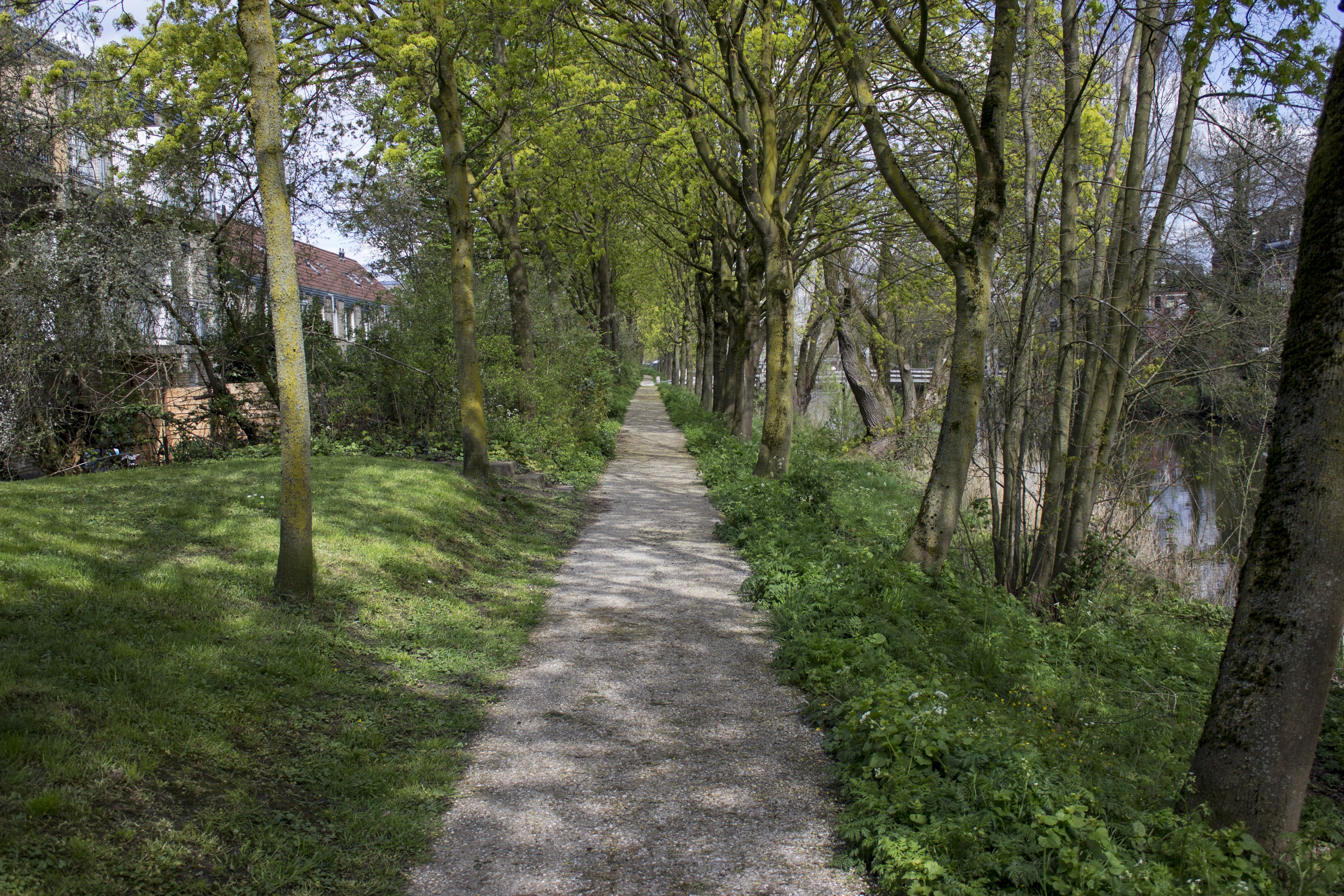
Het voetpad langs het inundatiekanaal
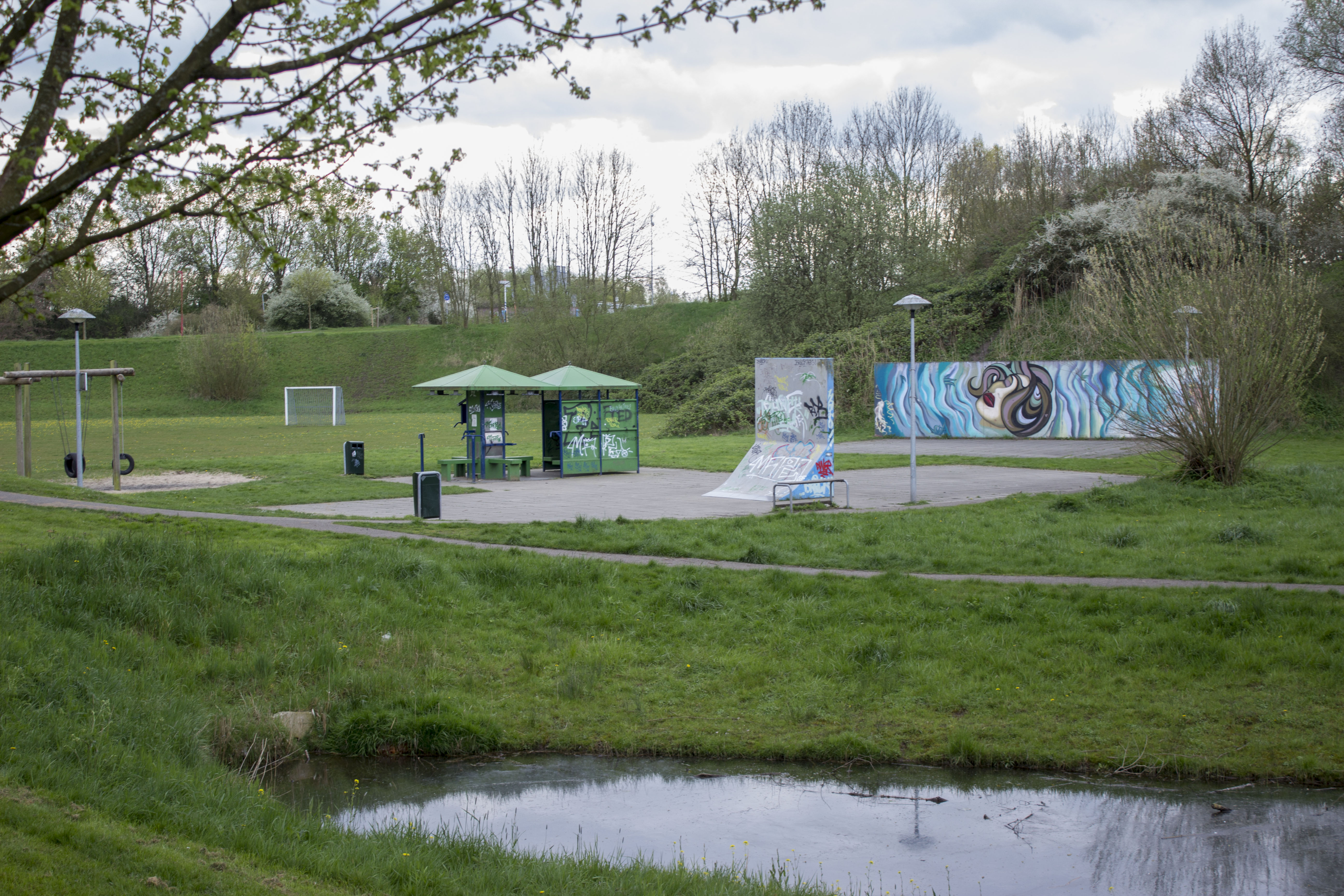
Speeltoestellen bij 'de Kuil' in park de Koppel
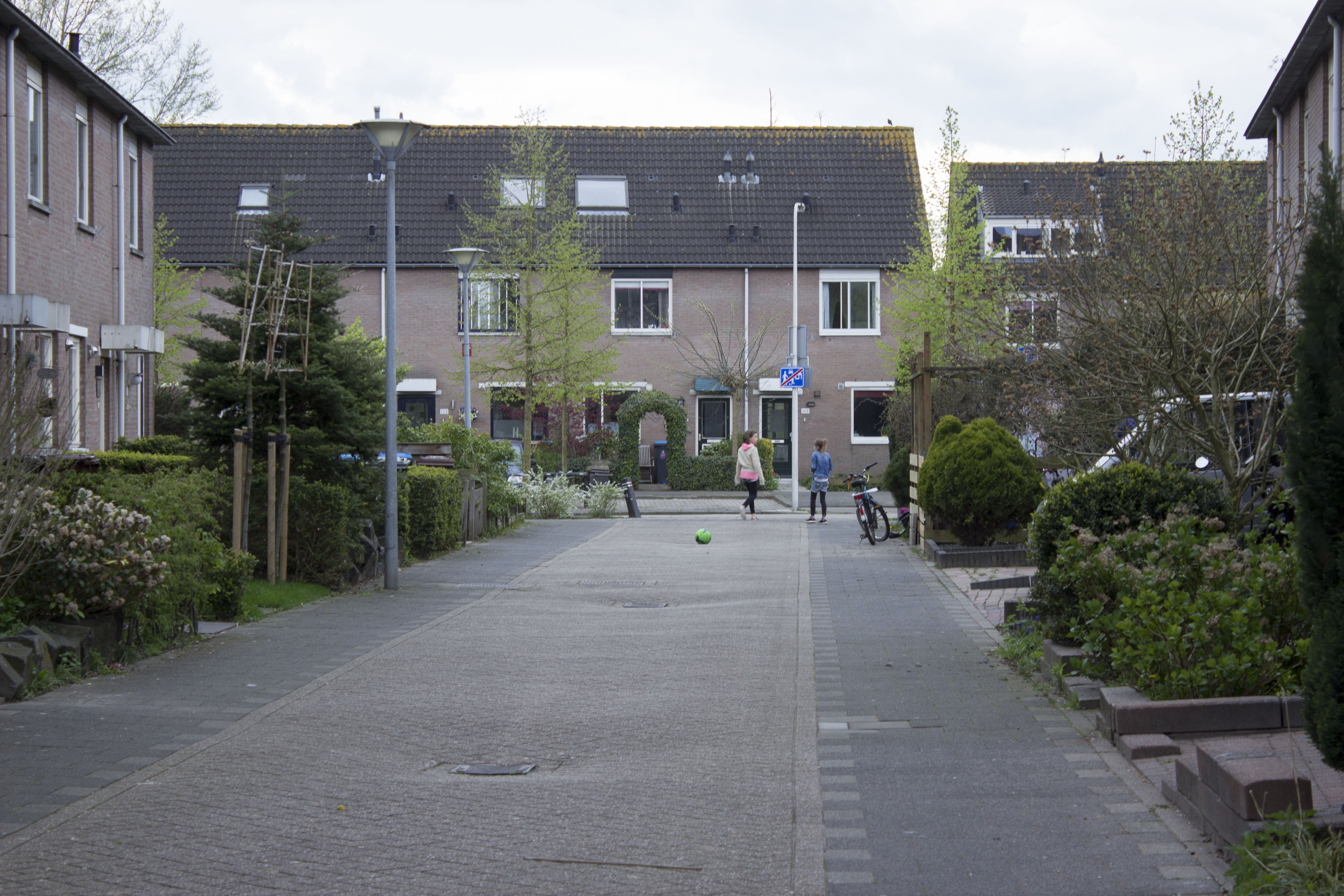
Tongas, een straat in Lunetten
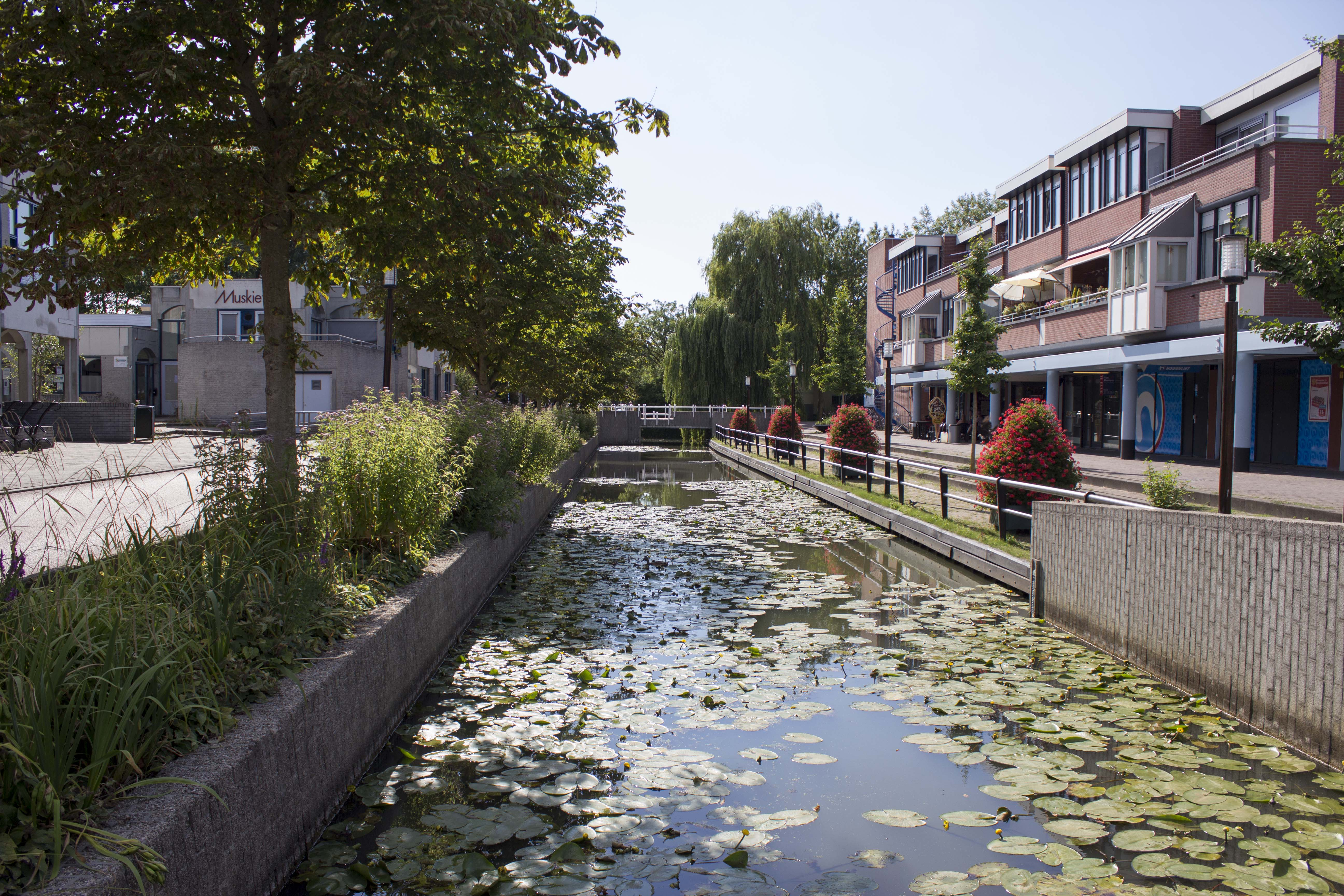
De gracht tussen de Musketon en winkelcentrum Zevenwouden

## Trivia
- Lunetten heeft een primeur met de langste (140 meter) lichtgewicht brug ter wereld met een gewicht van 400 ton (Viaduct Nieuwe Houtenseweg). Deze is geplaatst over de A27 in het weekend van 3 en 4 maart 2012.

Noord-Lunetten binnen de gemeente Utrecht
Zuid-Lunetten